# 6829 Charmawidor
6829 Charmawidor este un asteroid din centura principală de asteroizi.

## Descriere
6829 Charmawidor este un asteroid din centura principală de asteroizi. A fost descoperit pe 18 ianuarie 1991 la Observatoire de Haute-Provence de Eric Walter Elst. Asteroidul prezintă o orbită caracterizată de o semiaxă mare de 2,86 ua, o excentricitate de 0,07 și o înclinație de 2,1° în raport cu ecliptica.